# Arrondissement de Ndiédieng
L'arrondissement de Ndiédieng est l'un des arrondissements du Sénégal. Il est situé dans le département de Kaolack et la région de Kaolack.
Il compte trois communautés rurales :
- Communauté rurale de Keur Socé
- Communauté rurale de Ndiaffate
- Communauté rurale de Ndiédieng

Son chef-lieu est Ndiédieng.